# Peter Englisch
Peter Englisch (* 12. März 1962 in Schkopau) ist ein ehemaliger deutscher Fußballspieler. In der höchsten Spielklasse des DDR-Fußballs, der Oberliga, spielte er für den 1. FC Lokomotive Leipzig. Mit den Leipzigern gewann er 1981 den DDR-Fußballpokal. Englisch ist mehrfacher DDR-Juniorennationalspieler.

## Sportliche Laufbahn
1969 wurde Englisch in die Kindermannschaft des 1. FC Lok Leipzig aufgenommen. Bereits mit 16 Jahren spielte er als jüngstes Mitglied der Nachwuchsoberligamannschaft im Männerbereich. Zwischen 1979 und 1980 gehörte er zum Kader der DDR-Juniorennationalmannschaft, mit der er als Mittelstürmer 20 Länderspiele bestritt, in denen er vier Tore erzielte. Mit der ostdeutschen U-18 nahm er 1980 am UEFA-Juniorenturnier, der inoffiziellen Europameisterschaft dieser Altersklasse, teil. Die DFV-Auswahl scheiterte vor heimischem Publikum bereits in der Gruppenphase, wobei Englisch in allen drei Partien eingesetzt wurde.
Noch als nomineller Spieler der Nachwuchsoberliga kam der 1,75 Meter große Englisch bereits in der Saison 1979/80 zu seinen ersten Einsätzen in der DDR-Oberliga. Dort gab er 17-jährig seinen Einstand am 25. August 1979, als er in der Begegnung des 2. Spieltages 1. FC Lok – Hallescher FC Chemie (2:3) in der 63. Minute eingewechselt wurde. Bereits nach vier Minuten schoss er mit dem Anschlusstreffer zum 2:3 sein erstes Oberligator. Bis zum Ende der Saison wurde Englisch in insgesamt zehn Oberligaspielen eingesetzt, dabei stand er jedoch nur zweimal in der Startelf. Zur Spielzeit 1980/81 meldete ihn der 1. FC Lok offiziell als Stürmer für die Oberligamannschaft, doch kam Englisch erst am 14. Spieltag zum Einsatz und war danach hauptsächlich nur wieder Einwechselspieler. Nach elf Punktspieleinsätzen, dreimal von Beginn an, hatte er am Saisonende seinen Karrierehöhepunkt mit dem Gewinn des FDGB-Pokals. Mit Englisch als Linksaußen war der 1. FC Lok Leipzig im Endspiel mit 4:1 gegen den FC Vorwärts Frankfurt/Oder siegreich. Außerdem schloss Englisch seine Lehre zum Elektromonteur ab.
Für die Saison 1981/82 schien Trainer Harro Miller fest mit Englisch als Stürmer in der Oberligamannschaft zu rechnen. Er setzte ihn gleich im ersten Pflichtspiel, dem Europapokalspiel Politehnica Timișoara – 1. FC Lok (2:0), ein und bot ihn auch im ersten Punktspiel der Oberliga auf. Dort verletzte sich Englisch aber bereits in der 36. Minute so schwer, dass er für den Rest der Hinrunde nicht mehr spielen konnte. Nach drei Punktspielen, einem weiteren Europapokalspiel (1. FC Lok – FC Barcelona 0:3) und einem Länderspiel mit der DDR-Nachwuchsauswahl verletzte er sich erneut. Diese Verletzung war gleichbedeutend mit dem Ende seiner Karriere als Hochleistungssportler, denn er konnte danach nicht mehr in der Oberligamannschaft des 1. FC Lok eingesetzt werden. Zwar führte ihn der FC für die Spielzeit 1982/83 noch als Stürmer auf, in der Vorschau für 1983/84 gab er aber das Ausscheiden des 21-Jährigen aus gesundheitlichen Gründen bekannt. Innerhalb von vier Jahren hatte Englisch für die 1. FC Lok Leipzig 31 Pflichtspiele absolviert: 25 Oberligaspiele, vier nationale und zwei Europapokalspiele. Seine vier Pflichtspieltore erzielte er in den Oberligapunktspielen.
Im Laufe des Spieljahres 1983/84 schloss sich Englisch dem Zweitligisten TSG Chemie Markkleeberg an. Dort spielte er, unterbrochen von einer eineinhalbjährigen Armeezeit, noch bis 1987 in 29 DDR-Ligaparteien (vier Treffer). Danach beendete er seine Laufbahn als Fußballspieler im Leistungsbereich endgültig.